# مؤسسة الولايات المتحدة للتنمية الإفريقية
```
مؤسسة الولايات المتحدة للتنمية الأفريقية
 هي وكالة مستقلة من وكالات 
حكومة الولايات المتحدة
 أن تقدم منحا تصل إلى 250 ، 1000 
دولار
 من أجل المساعدة التنفيذية في المؤسسة التوسع في الربط السوق إلى مرحلة مبكرة الزراعة والطاقة الشبابية الشركات التي تستفيد منها المجتمعات المحرومة في 
أفريقيا جنوب الصحراء
 الكبرى.
```

مؤسسة الولايات المتحدة للتنمية الأفريقية  تدبر منحة النجاح من حيث فرص العمل واستمراره ، زيادة الدخل و الأمن الغذائي المستويات ، وتحسين الظروف الاجتماعية. في عام 2016 في الولايات المتحدة الأفريقية مؤسسة التنمية أعطيت 30 مليون دولار لمنح المشاريع الجديدة في 20 بلدا ، مع محفظة نشطة من 53 مليون دولار استثمرت في 500 شركة. في عام 2016, الولايات المتحدة الإنمائي الأفريقي منح مؤسسة استفادت 1,200,000 الرزق في أفريقيا جنوب الصحراء الكبرى ، 54% من النساء.

## التاريخ
التي تم إنشاؤها بموجب قانون من الكونغرس في عام 1980 ، مؤسسة الولايات المتحدة للتنمية الأفريقية بدأت عمليات البرنامج في عام 1984. ومنذ ذلك الحين قدمت التمويل إلى أكثر من 1700 الشركات الصغيرة والمنظمات المجتمعية.
ميزانية مؤسسة الولايات المتحدة للتنمية الأفريقية تمول من خلال اعتمادات العمليات الخارجية السنوية لحكومة الولايات المتحدة . مؤسسة الولايات المتحدة للتنمية الأفريقية  يحكمها مجلس الإدارة التي تضم سبعة أعضاء يتم ترشيحهم من قبل رئيس الولايات المتحدة, كما أكد مجلس الشيوخ في الولايات المتحدة ، تشغلها الرئيس/المدير التنفيذي.

## العمليات
مؤسسة الولايات المتحدة للتنمية الأفريقية تعمل في بنين, بوتسوانا, بوركينا فاسو, بوروندي, جمهورية الكونغو الديمقراطية, غينيا, كينيا, ليبريا, ملاوي, مالي, موريتانيا, النيجر, نيجيريا, رواندا, السنغال, الصومال, جنوب السودان, تنزانيا, أوغندا, زامبيا, و زمبابوي و قد تصل في أكثر من 30 بلدا مع برنامج منح للشباب بقيادة الشركات.
في عام 2005 في الولايات المتحدة (مكتب الإدارة والميزانية)  بتصنيف تطوير برامج مؤسسة الولايات المتحدة للتنمية الأفريقية كمؤسسة فعالة تماما في إطار تقييم الأداء تصنيف أداة برنامج كفاءة الاعتراف التي تم منحها إلى أقل من عشرة في المئة من حكومة الولايات المتحدة تقديم المنح البرامج. الولايات المتحدة الأفريقية مؤسسة التنمية تحصل على معظم موارد البرمجة من حكومة الولايات المتحدة ولكن الولايات المتحدة الأفريقية للتنمية مؤسسة فريدة من نوعها التمويل المشترك منصة مع المضيف الحكومات الأفريقية خاصة الولايات المتحدة والشركات والجهات المانحة.
في عام 2011, مؤسسة الولايات المتحدة للتنمية الأفريقية أطلقت الأمن الغذائي والصمود برنامج المجتمعات الرعوية في توركانا المنطقة الشمالية من كينيا و خاصة الأمن الغذائي المشروع في الساحل منطقة في غرب أفريقيا في عام 2012.
في عام 2016, مؤسسة الولايات المتحدة للتنمية الأفريقية إطلاق برنامج يهدف إلى تحسين الأمن الغذائي والاقتصادي سبل العيش في منطقة بوكافو من جمهورية الكونغو الديمقراطية (جمهورية الكونغو الديمقراطية). في الصومال, الولايات المتحدة الأفريقية مؤسسة التنمية بدأت عملياتها من خلال التقنية المحلية الشريكة في عام 2011 لتوفير التدريب المهني والتدريب على المهارات الوظيفية تدريب الشباب العاطلين عن العمل ، حيث تؤثر أكثر من 5000 الشباب الصومالي.

### برامج
مؤسسة الولايات المتحدة للتنمية الأفريقية التنمية الخارجية المساعدة في أفريقيا هو استثمار في التنمية الاقتصادية المحلية من أجل السلام والأمن اليوم ومزدهر الشركاء التجاريين للولايات المتحدة غدا. الولايات المتحدة الأفريقية مؤسسة التنمية تستثمر مباشرة ، وتوفير البذور رأس المال و الدعم التقني المحلي في مرحلة مبكرة والزراعة والطاقة الشبابية الشركات في أفريقيا. الولايات المتحدة الأفريقية مؤسسة تنمية برامج مصممة للوصول إلى الفقراء والفئات الضعيفة من السكان مثل مجتمعات ما بعد النزاعات صغار المزارعين والنساء والفتيات والشباب والأشخاص ذوي الإعاقة. الأفريقية المحلية الموظفين والشركاء التقنيين تقدم على الأرض الرقابة والخبرة التقنية ، المتزايد والتوسع المجتمع المؤسسة الذي يضمن الأمن والاستقرار والازدهار.

#### توسع المؤسسة في المنح
المؤسسة تتوسع في المنح بتقديم المساعدة تعاونيات المزارعين والجمعيات والجماعات المحلية والمؤسسات أو الشركات التي لديها خطة للتوسع الروابط إلى أسواق جديدة أو متابعة التمويل. المنح يمكن أن تصل إلى 250,000 دولار أمريكي و يمكن أن تستمر لمدة تصل إلى خمس سنوات. طلبات الحصول على المنح يتم مراجعتها من قبل الولايات المتحدة الأفريقية مؤسسة تنمية البلد منسق برنامج من هذا البلد. إذا كان العمل أو المنظمة تتلقى تمويلا من الولايات المتحدة الأفريقية مؤسسة التنمية ، فمن مؤهلة للعمل مع التقنية المنظمات الشريكة التي تساعدهم على تحويل الخطة إلى واقع من خلال توفير التقنية والإدارة المالية الدعم أو المساعدة.

#### منح المساعدة التنفيذية
المساعدة التنفيذية تقدم المنح تمويل موجودة من قبل تعاونيات المزارعين والجمعيات والجماعات المحلية والمؤسسات أو الشركات الذين يخططون للانخراط في التقنية والإدارية والتنظيمية التحسينات. المنح يمكن أن تصل إلى 100 ، 1000 دولار على مدى عامين.

#### بناء القدرات
مؤسسة الولايات المتحدة للتنمية الأفريقية توزع مبالغ كبيرة من المال للمؤسسات التي تقدم التقنية والتنظيمية والإدارية خدمات الشركات و المنظمات التي تتلقى تمويلا من الولايات المتحدة الأفريقية مؤسسة التنمية. الولايات المتحدة الأفريقية مؤسسة التنمية يعتقد أن الحاصلين على منح أفضل الاستفادة من التمويل إذا كان لديهم أفضل التقنية والتنظيمية والإدارية المهارات القيادية الممكنة. المنظمات التي تساعد في بناء القدرات في المجتمعات المحلية ، أو غيرها من المنظمات المحلية هي أيضا مؤهلة للحصول على المنح المقدمة من الولايات المتحدة الأفريقية مؤسسة التنمية. الولايات المتحدة الأفريقية مؤسسة التنمية وترى هذه المنظمات تساعد على ضمان نجاح مبادرات الولايات المتحدة الأفريقية مؤسسة التنمية مقدمي مشروع القرار.

## وصلات خارجية
- صندوق التنمية الأفريقي الموقع الرسمي